# Canthocamptidae
Canthocamptidae es una familia de copépodos.

## Géneros
- Afrocamptus
- Amphibiperita
- Antarctobiotus
- Antrocamptus
- Arcticocamptus
- Attheyella
- Australocamptus
- Bathycamptus
- Boreolimella
- Bryocamptus
- Canthocamptus
- Carolinicola
- Ceuthonectes
- Cletocamptus
- Dahlakocamptus
- Dahmsopottekina
- Echinocamptus
- Elaphoidella
- Elaphoidellopsis
- Epactophanes
- Epactophanoides
- Ferronniera
- Fibulacamptus
- Glaciella
- Gulcamptus
- Hanikraia
- Hemimesochra
- Herouardia
- Heteropsyllus
- Hypocamptus
- Isthmiocaris
- Itunella
- Leimia
- Lessinocamptus
- Ligulocamptus
- Loefflerella
- Maraenobiotus
- Mesochra
- Mesopsyllus
- Metahuntemannia
- Moraria
- Morariopsis
- Nannomesochra
- Neoelaphoidella
- Paramorariopsis
- Parepactophanes
- Perucamptus
- Pesceus
- Pholesticus
- Pholetiscus
- Pilocamptus
- Pindamoraria
- Pordfus
- Portierella
- Praelaphoidella
- Psammocamptus
- Pseudomoraria
- Rheocamptus
- Spelaeocamptus
- Stenocaris
- Stygepactophanes
- Taurocletodes
- Thermomesochra